# Öyle Bir Geçer Zaman Ki
Öyle Bir Geçer Zaman Ki Que traducido al español, seria: Es Un Tiempo Que Pasará Tolerable , (conocida como Tormenta de pasiones o Mar de amores en Hispanoamérica) es una serie turca (de tres temporadas) del año 2010 - 2013, inspirado en hechos reales, producida por D Productions y emitida por Kanal D.

## Trama
Es el año 1967 y el capitán Ali Akarsu pasa la mayor parte de su tiempo lejos de su familia. Mientras está fuera, su esposa Cemile cuida a sus cuatro hijos; Berrin, Aylin, Mete y Osman. Un día luego de regresar a casa, Cemile encuentra una carta que revela que su marido tiene una amante extranjera llamada Caroline. A partir de ese momento, nada permanecerá igual en la familia Akarsu.

## Reparto
- Ayça Bingöl como Cemile Akarsu/Karcı/Yücel (de soltera Karaboğa).
- Erkan Petekkaya como Ali Akarsu.
- Wilma Elles como Caroline Enke/Akarsu/ Tatlıoğlu.
- Yıldız Çağrı Atiksoy como Berrin Akarsu/Taşer/ Tatlıoğlu.
- Aras Bulut İynemli como Mete Akarsu.
- Farah Zeynep Abdullah como Aylin Akarsu/Talaşoğlu.
- Emir Berke Zincidi como Osman Akarsu (niño).
- Gün Koper como Osman Akarsu (adolescente y adulto).
- Meral Çetinkaya como Hasefe Akarsu.
- Mete Horozoğlu como Soner Talaşoğlu.
- Muhammet Uzuner como Arif Yücel.
- Orhan Alkaya como Hikmet Karcı.
- Gülizar Irmak como Selma Karcı.
- Renan Bilek como Süleyman.
- Osman Alkaş como Ekrem Tatlıoğlu.
- Salih Bademci como Hakan Tatlıoğlu.
- Tolga Güleç como Ahmet Taşer.
- Mehmet Gürhan como Kemal Akarsu.
- Zeyno Eracar como Neriman Akarsu.
- Nilperi Şahinkaya como Mesude Akarsu.
- Dila Akbaş	como Ayten.
- Ferit Kaya como Kürşat/Resul.
- Yeliz Kuvancı como İnci Günay.
- Serhat Osman Karagöz como Murat Talaşoğlu.
- Çelik Bilge como İzzet.
- Zülfinaz Doğan como Süheyla.
- Onur Özaydın como Cengiz.
- Şenay Aydın como Amina.
- Simay Küçük como Meral Taşer.
- Mehmet Bozdoğan como Ekber.
- Anıl İlter como Sedat.
- Hüseyin Avni Danyal como Kenan.
- Nisa Melis Telli como Deniz Yıldız Talaşoğlu Akarsu.
- Sercan Badur como Necati.
- Türkü Turan como Nihal.
- Elçin Sangu como Jale.
- Ece Çeşmioğlu como Ayça.
- Mine Tugay como Bahar.

## Temporadas
| Temporada | Temporada | Episodios | Rango de episodios | Emisión original         | Emisión original    |
| Temporada | Temporada | Episodios | Rango de episodios | Inicio                   | Final               |
| --------- | --------- | --------- | ------------------ | ------------------------ | ------------------- |
|           | 1         | 38        | 1 - 38             | 14 de septiembre de 2010 | 21 de junio de 2011 |
|           | 2         | 41        | 39 - 79            | 6 de septiembre de 2011  | 19 de junio de 2012 |
|           | 3         | 41        | 80 - 120           | 4 de septiembre de 2012  | 18 de junio de 2013 |

## Premios y nominaciones
| Año  | Premios                   | Categoría                        | Nominado                    | Resultado | Ref.  |
| ---- | ------------------------- | -------------------------------- | --------------------------- | --------- | ----- |
| 2011 | Antalya Television Awards | Mejor director de drama          | Zeynep Günay Tan            | Ganadora  | [ 3 ] |
| 2011 | Antalya Television Awards | Mejor actriz de drama            | Ayça Bingöl                 | Ganadora  | [ 3 ] |
| 2011 | Antalya Television Awards | Mejor actriz de reparto de drama | Farah Zeynep Abdullah       | Ganadora  | [ 3 ] |
| 2011 | Antalya Television Awards | Mejor actor de reparto de drama  | Aras Bulut İynemli          | Ganador   | [ 3 ] |
| 2011 | Antalya Television Awards | Mejor director de fotografía     | Sedat Yücel                 | Ganador   | [ 3 ] |
| 2011 | Golden Butterfly Awards   | Mejor serie                      | Öyle Bir Geçer Zaman Ki     | Ganadora  | [ 4 ] |
| 2011 | Golden Butterfly Awards   | Mejor actor de drama             | Erkan Petekkaya             | Ganador   | [ 4 ] |
| 2011 | Golden Butterfly Awards   | Mejor actriz de drama            | Ayça Bingöl                 | Ganadora  | [ 4 ] |
| 2012 | Antalya Television Awards | Mejor actor de drama             | Erkan Petekkaya             | Nominado  | [ 5 ] |
| 2012 | Antalya Television Awards | Mejor actriz de drama            | Ayça Bingöl                 | Ganadora  | [ 6 ] |
| 2012 | Antalya Television Awards | Mejor actor de reparto de drama  | Hüseyin Avni Danyal         | Ganador   | [ 6 ] |
| 2012 | Antalya Television Awards | Mejor actriz de reparto de drama | Meral Çetinkaya             | Ganadora  | [ 6 ] |
| 2012 | Antalya Television Awards | Mejor director de drama          | Zeynep Günay Tan            | Nominada  | [ 5 ] |
| 2012 | Antalya Television Awards | Mejor guionista de drama         | Coşkun Irmak                | Nominado  | [ 5 ] |
| 2012 | Antalya Television Awards | Mejor música de serie            | Nail Yurtsever y Cem Tuncer | Ganadores | [ 6 ] |